# Lokomotiva EP05
Lokomotivy řady EP05 jsou čtyřnápravové stejnosměrné elektrické lokomotivy, které pro polské železnice Polskie Koleje Państwowe vznikly v letech 1973-1977 v počtu 27 kusů přestavbou lokomotiv řady EU05, při které došlo zejména k úpravě převodového poměru a tím ke zvýšení maximální rychlosti ze 125 km/h na 160 km/h. Do poloviny 90. let 20. století byly téměř všechny kusy vyřazeny. V osmdesátých letech sloužily mimo jiné k vozbě vlaků na CMK. Poslední provozní lokomotiva (EP05-23) byla vyřazena z pravidelné služby v roce 2008.